# یوجین دی بلاس
یوجین دی بلاس که با نام‌های یوجین فون بلاس و یوجینیو بلاس نیز شناخته می‌شود (به انگلیسی: Eugene de Blaas؛ متولد ۲۴ ژولای ۱۸۴۳ - درگذشت ۱۰ فوریه ۱۹۳۲ میلادی)، نقاش آکادمیک اهل ایتالیا بود.

## زندگی‌نامه
او در البانو لازیال در نزدیکی رم متولد شد. پدر و مادر او اهل اتریش بودند. پدر وی، کارل فون بلاس، نقاش و همچنین مربی یوجین بود. خانواده او پس از اینکه کارل به عنوان پروفسور در آکادمی ونیز انتخاب شد، به ونیز مهاجرت کردند. کارهای او اغلب شامل چشم‌اندازهای شهر ونیز، پرتره و نقاشی‌های مذهبی هستند.

## نقاشی‌ها

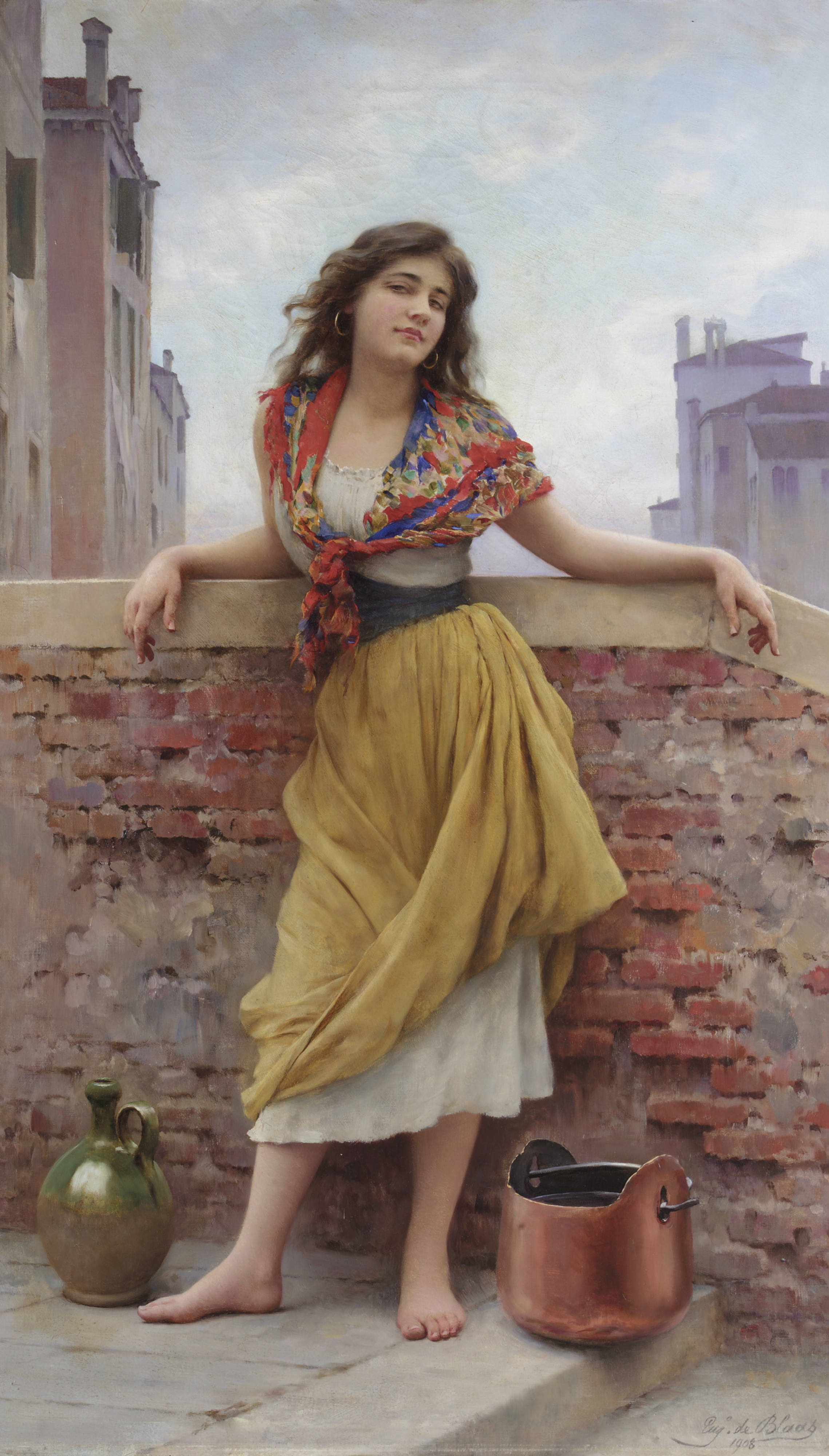
حمل‌کننده آب
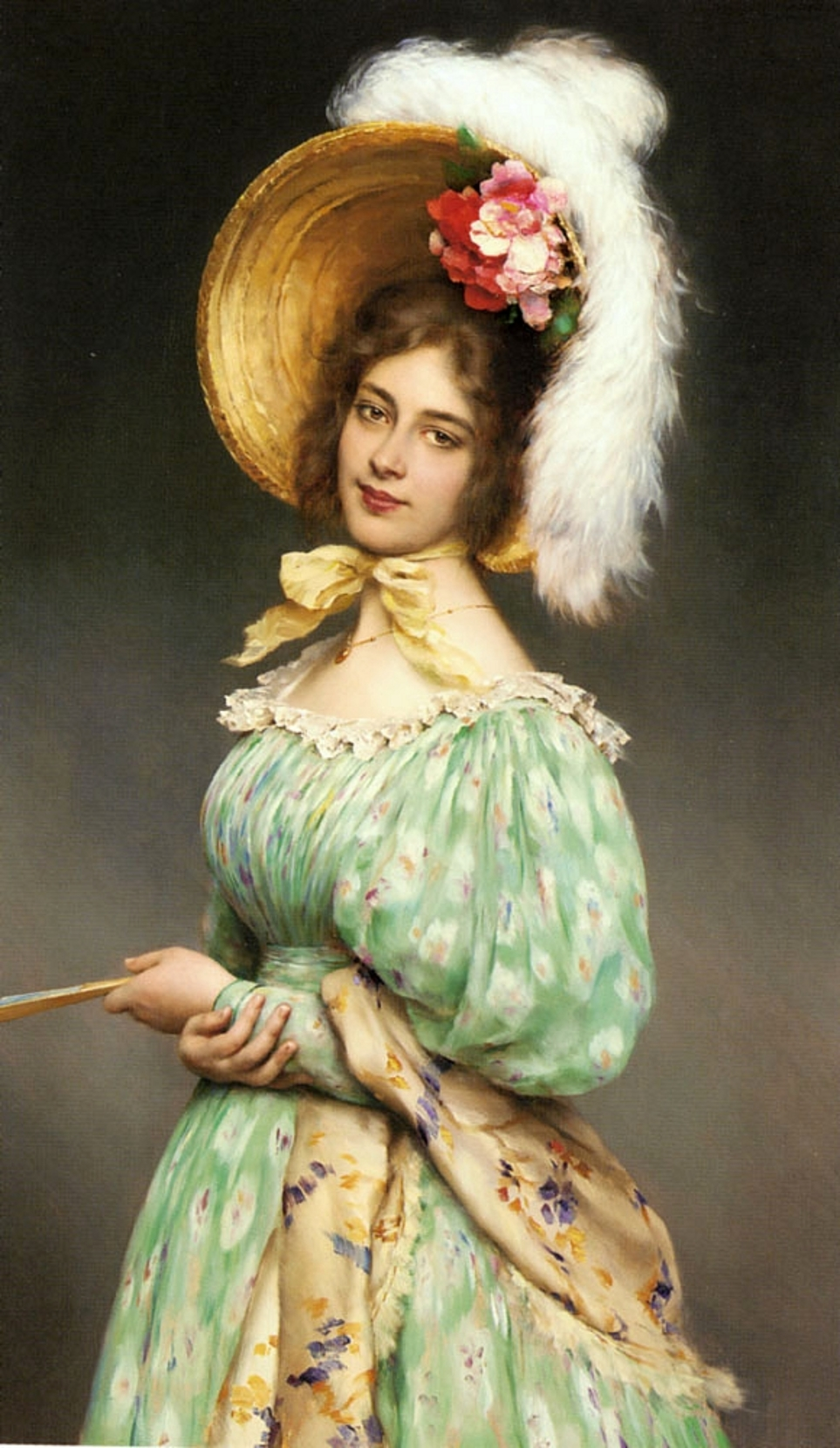
دی موزت
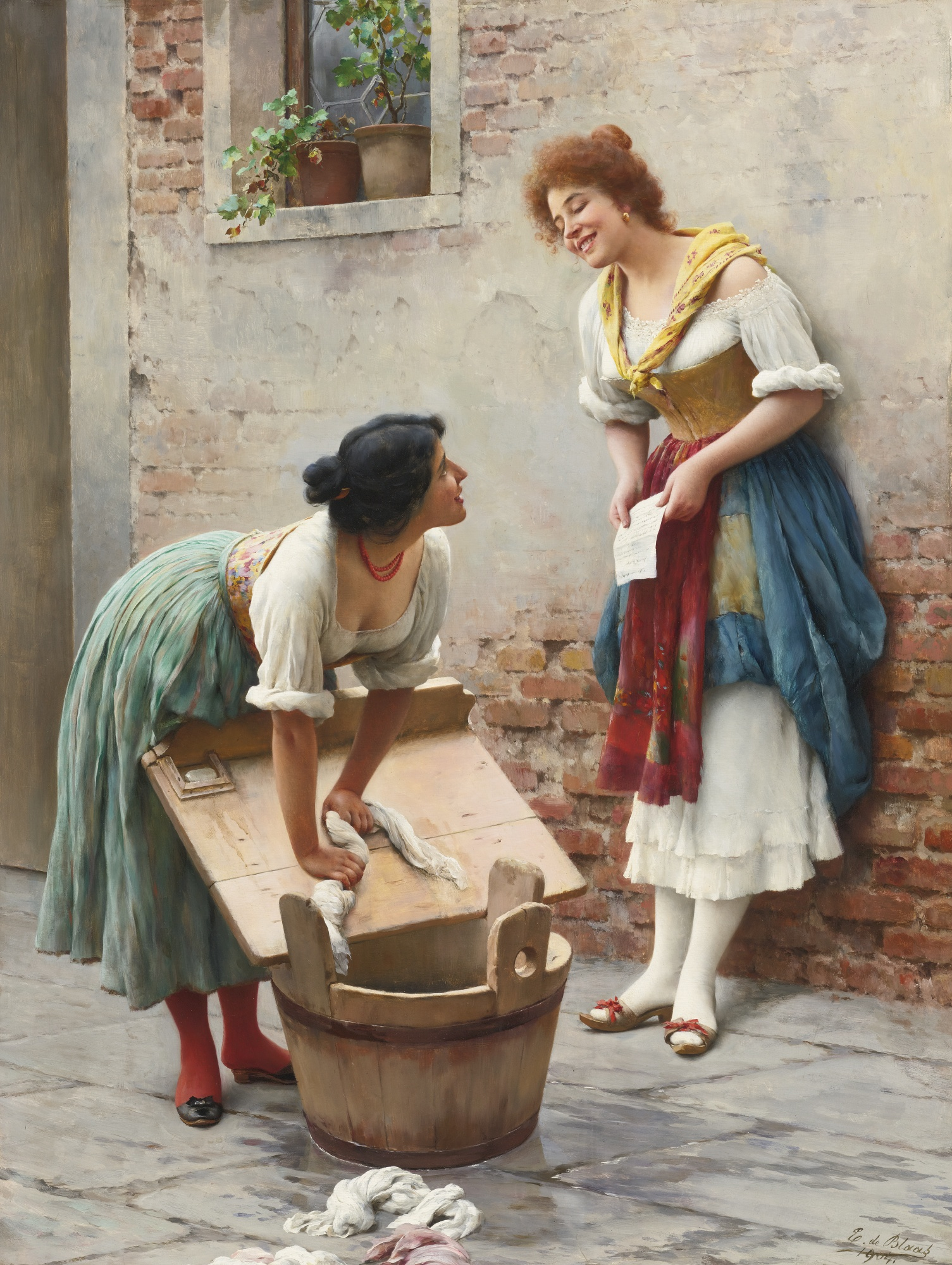
به اشتراک‌گذاری اخبار
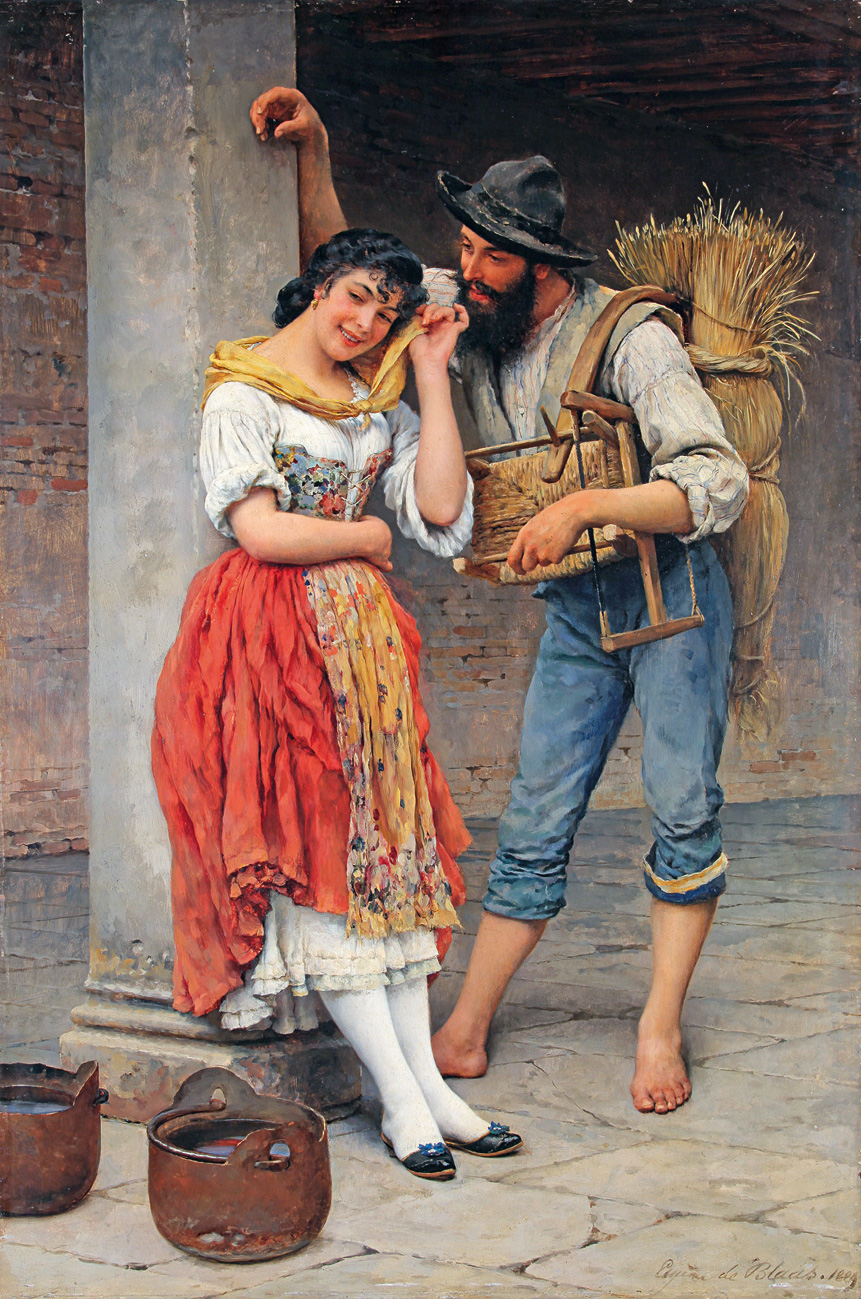
عنکبوت و مگس
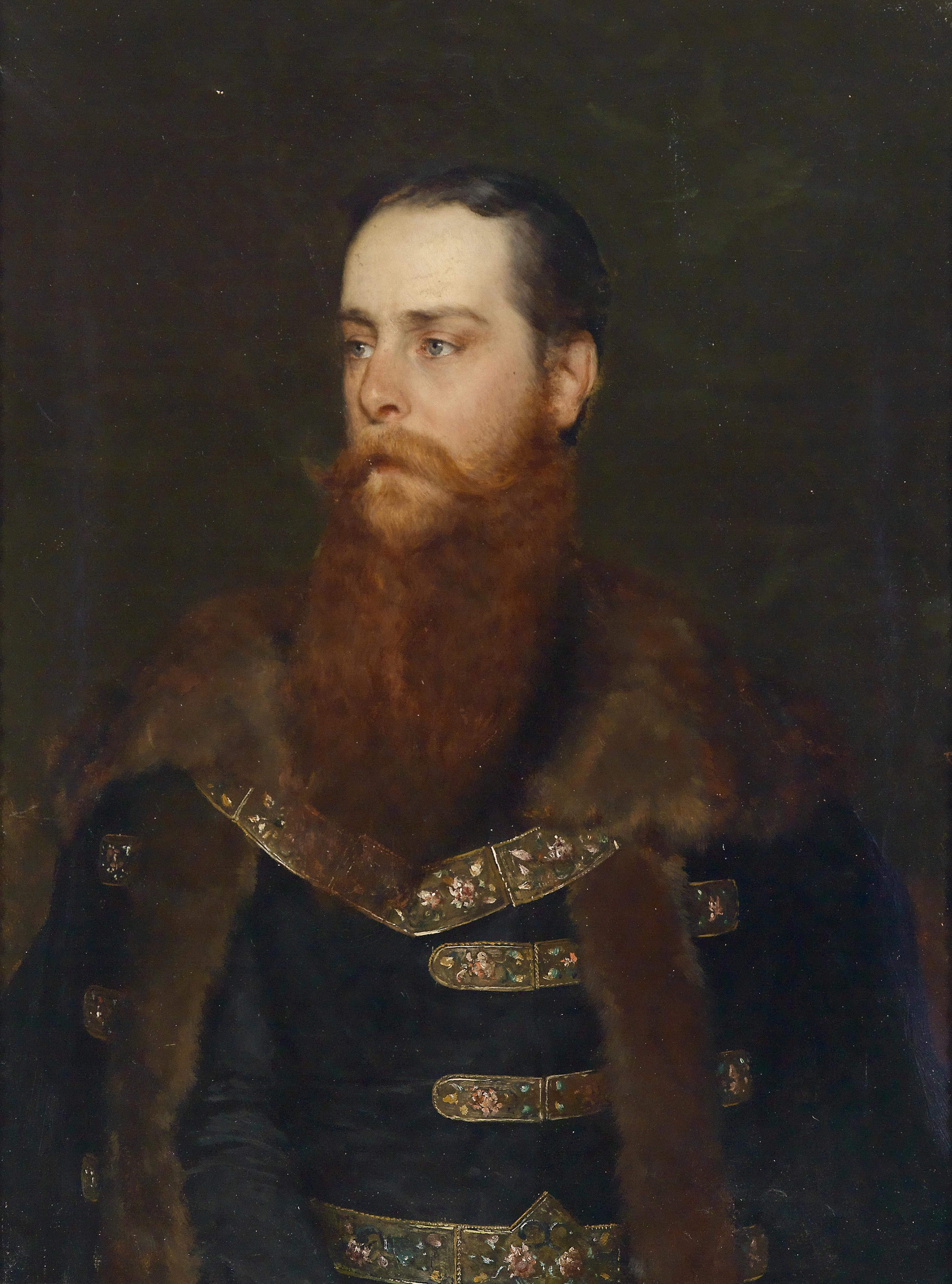
آرتور گراف برتچولد
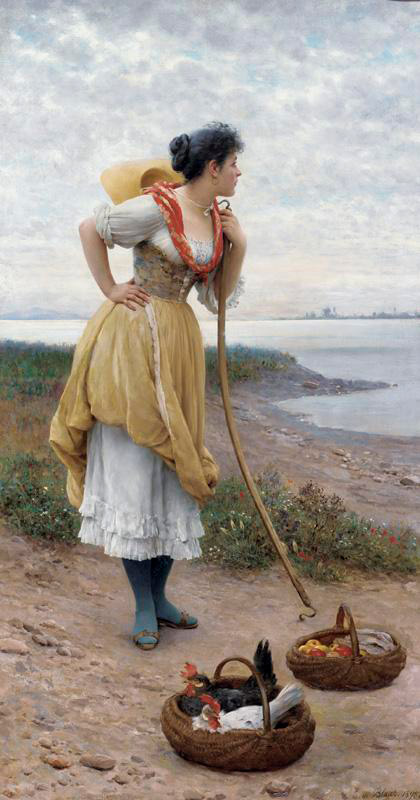
خیال‌بافی
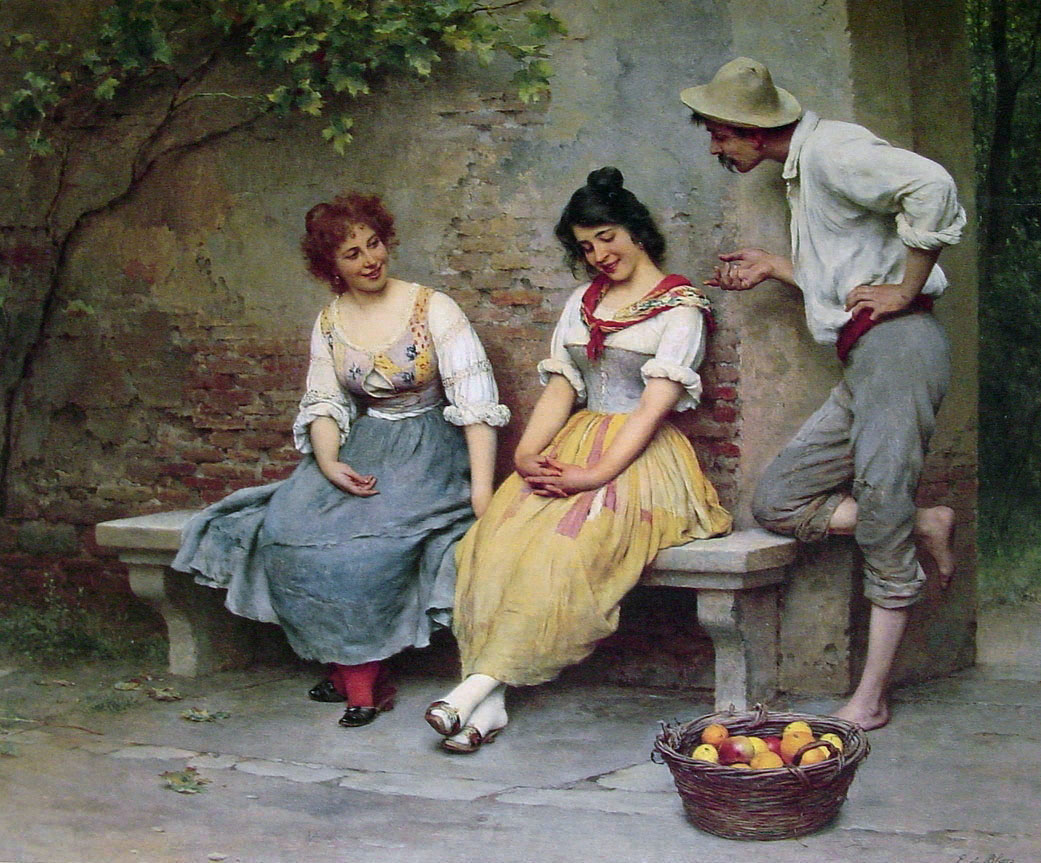
لاس
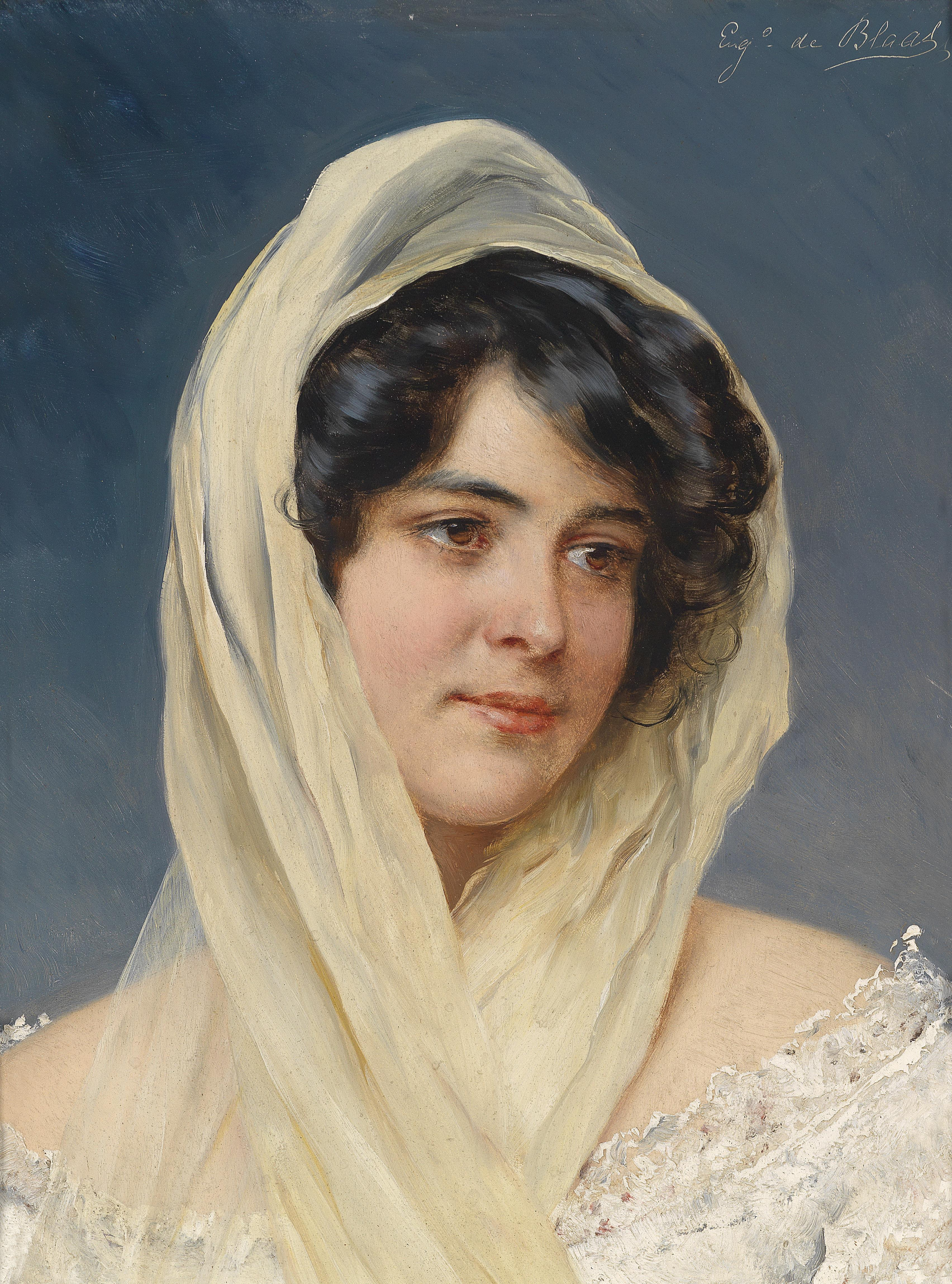
زن جوان با روسری
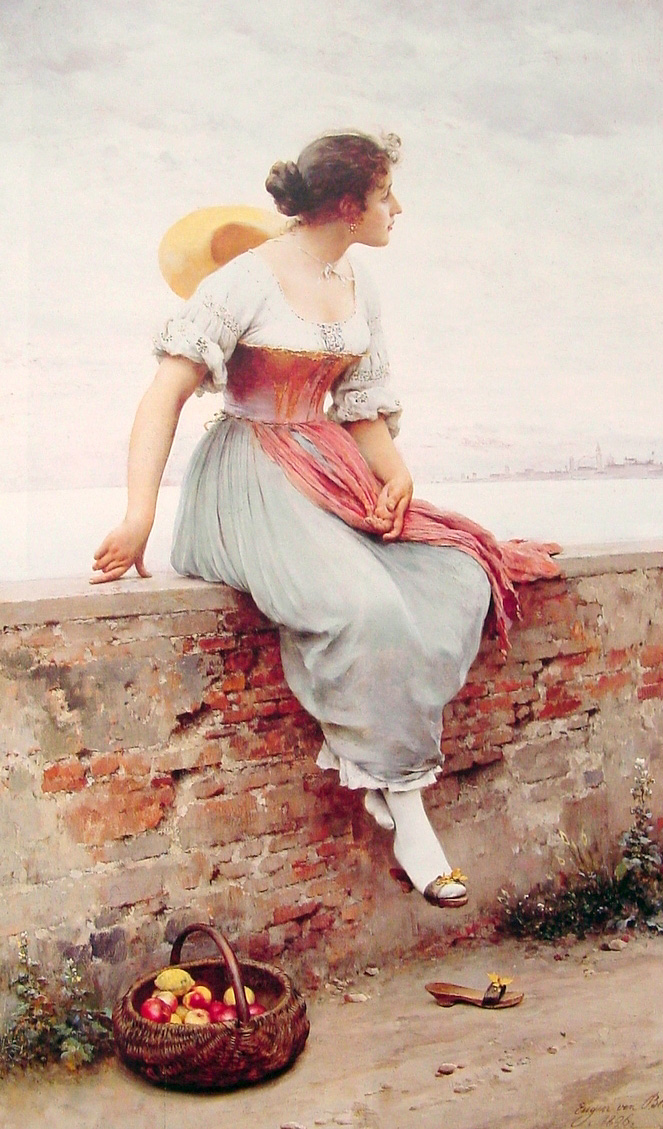
لحظه دلپذیر
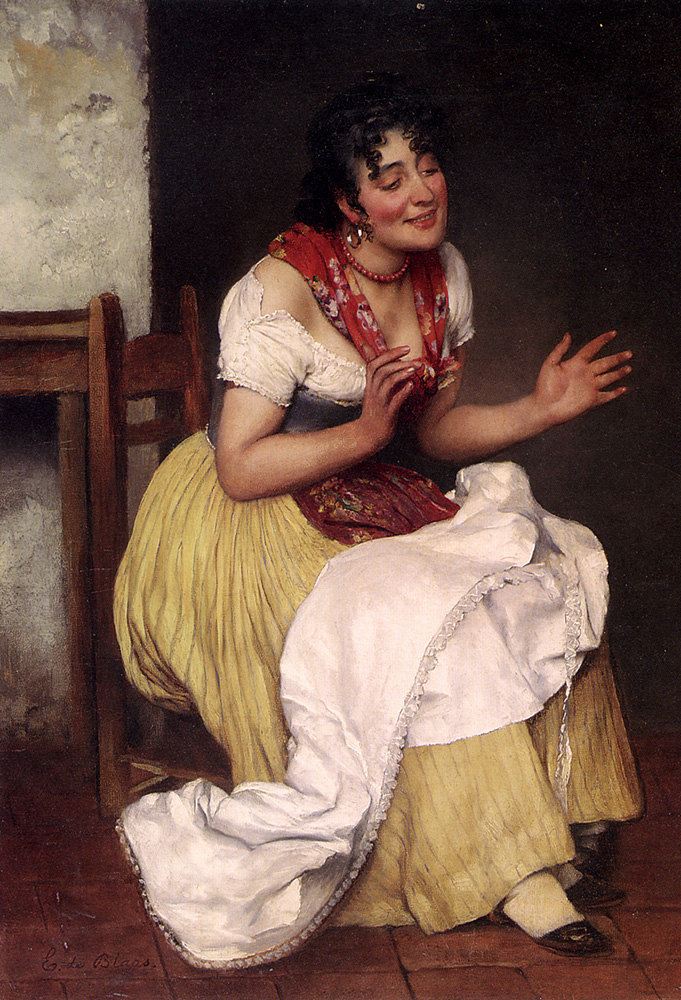
یک داستان جالب
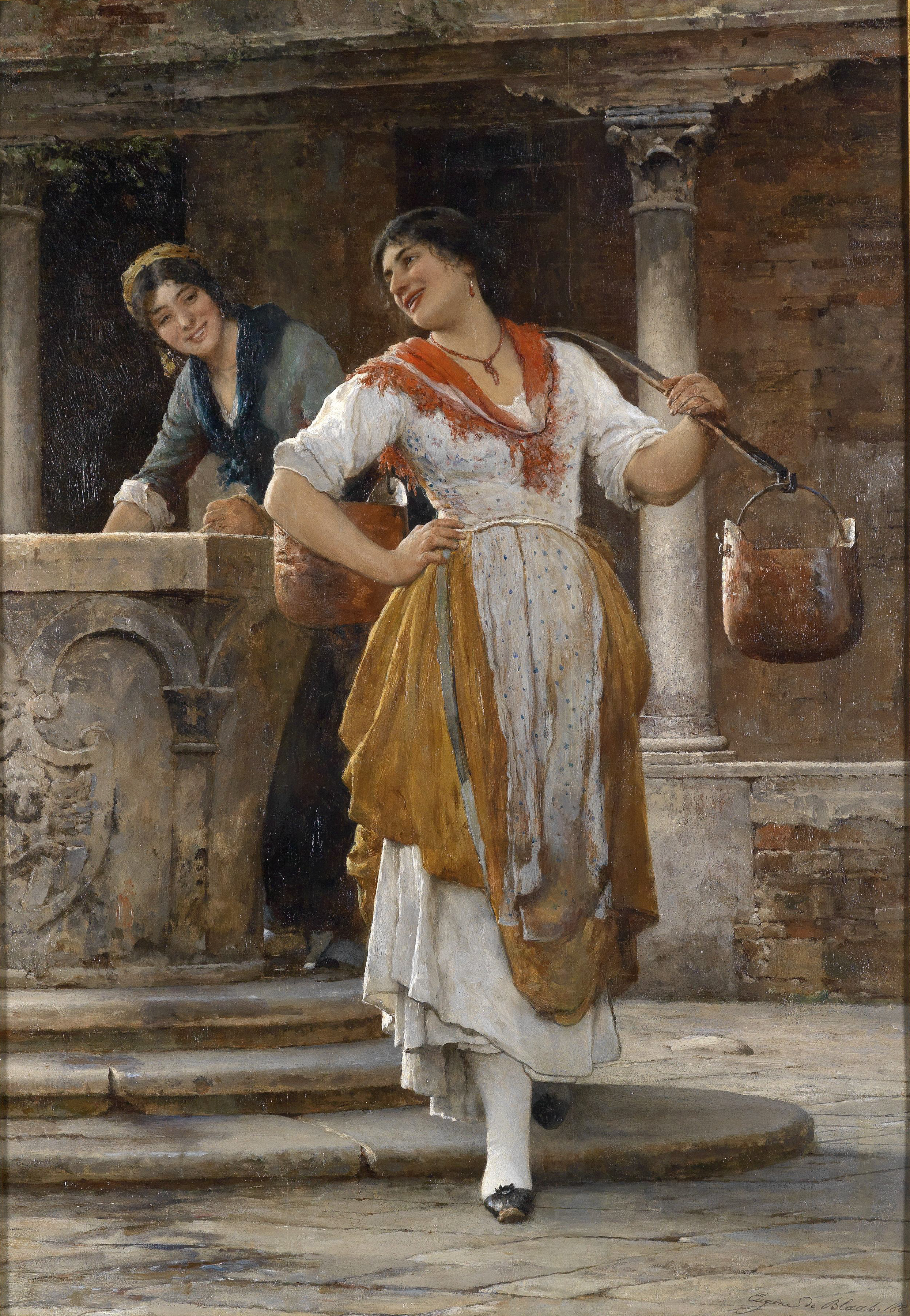
Die Wasserträgerin
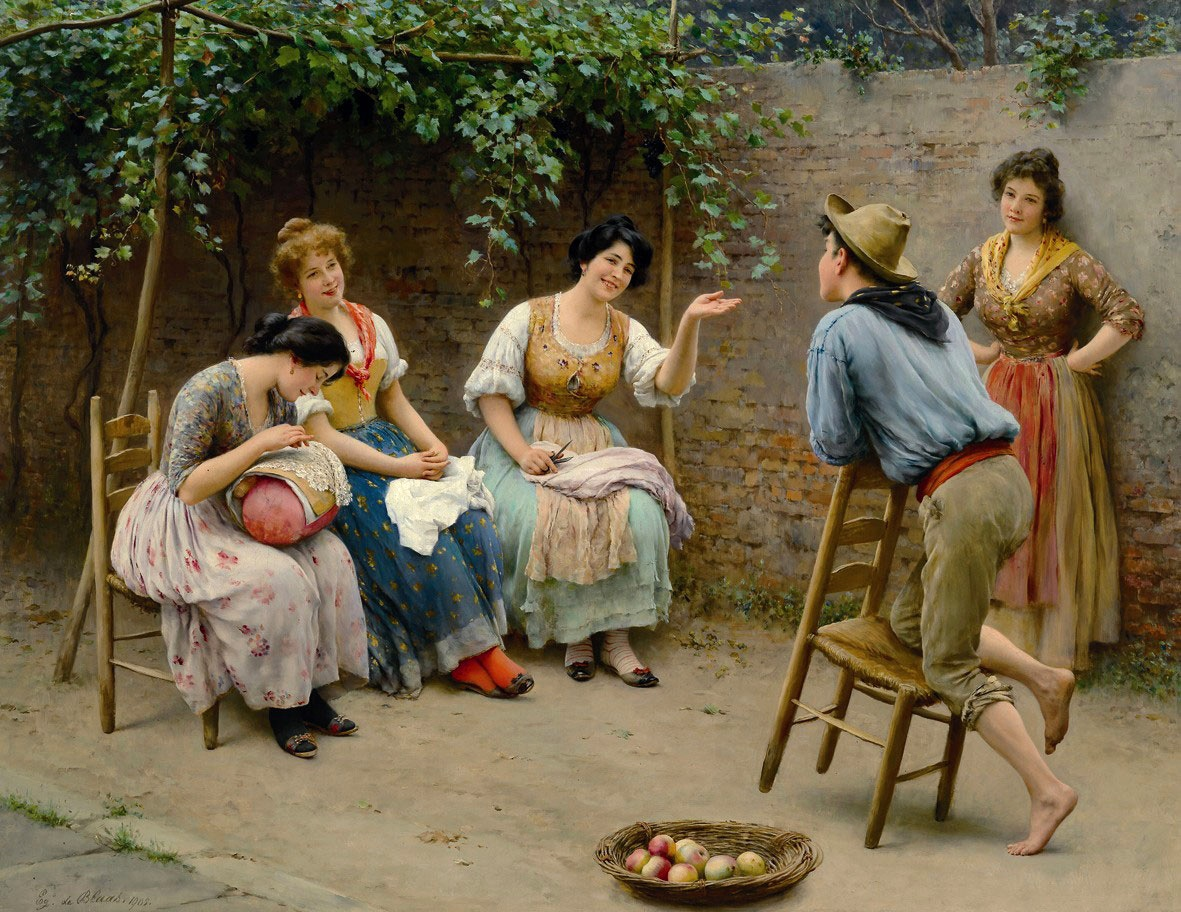
گفتگو
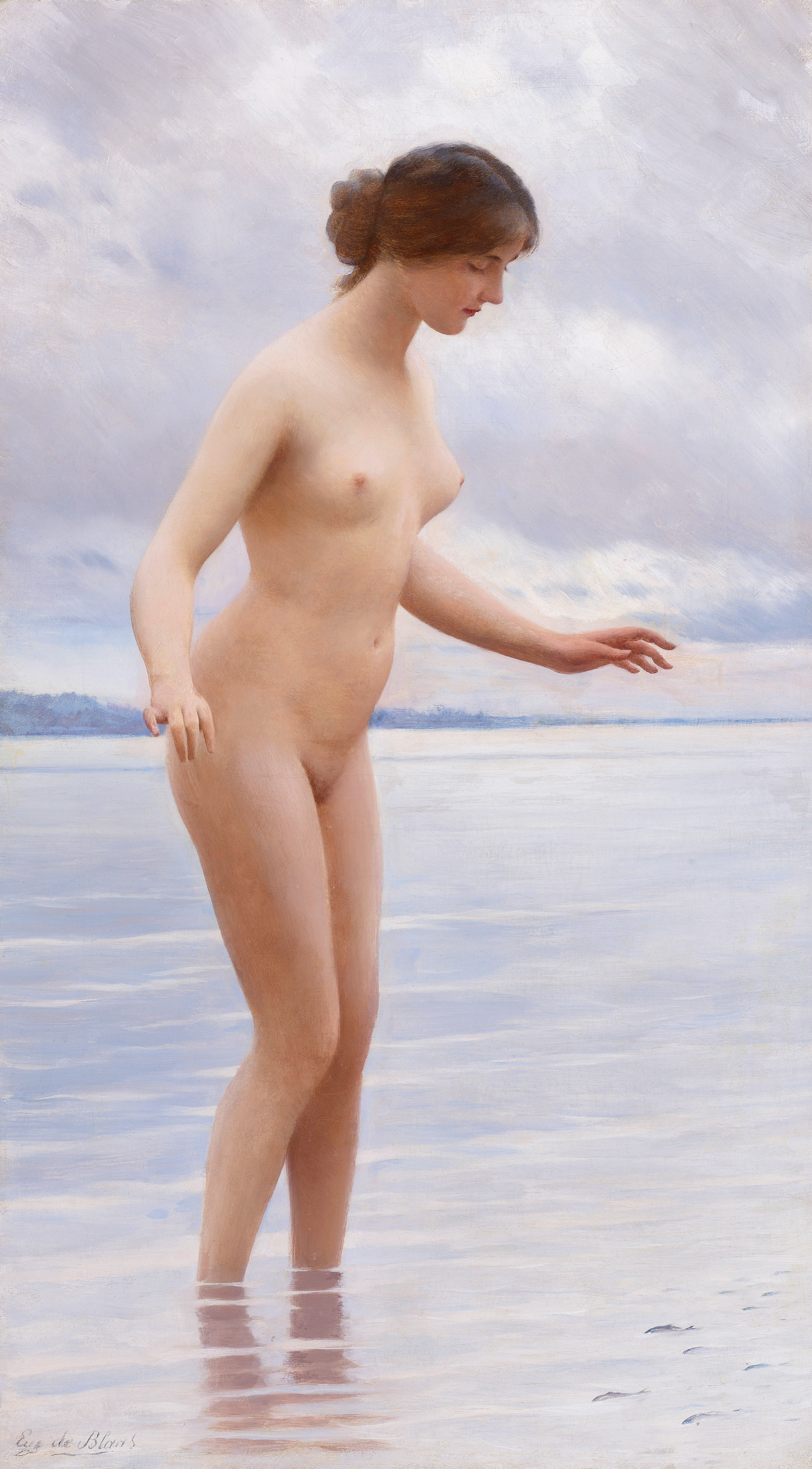
در آب
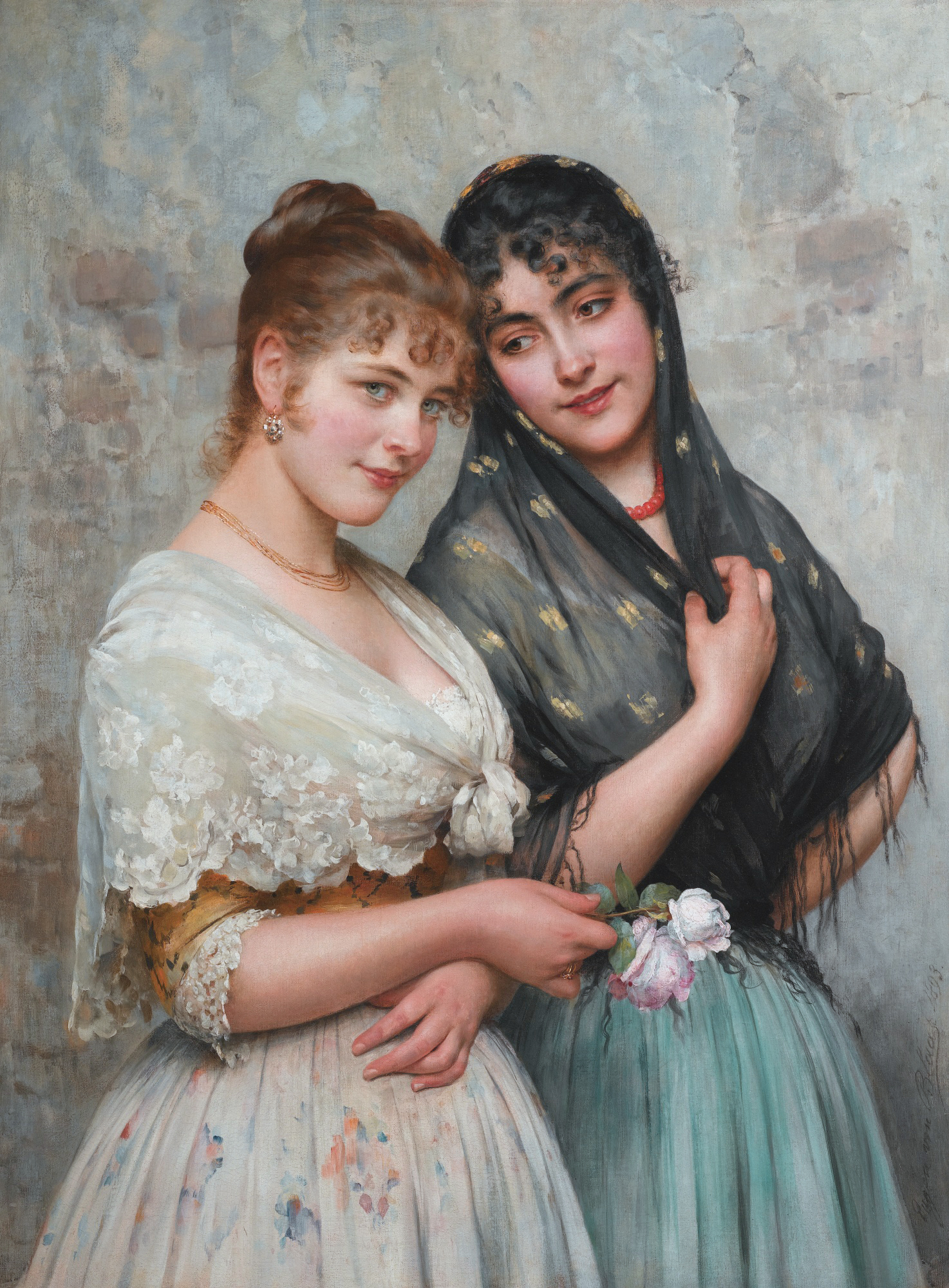
دو زن ونیزی
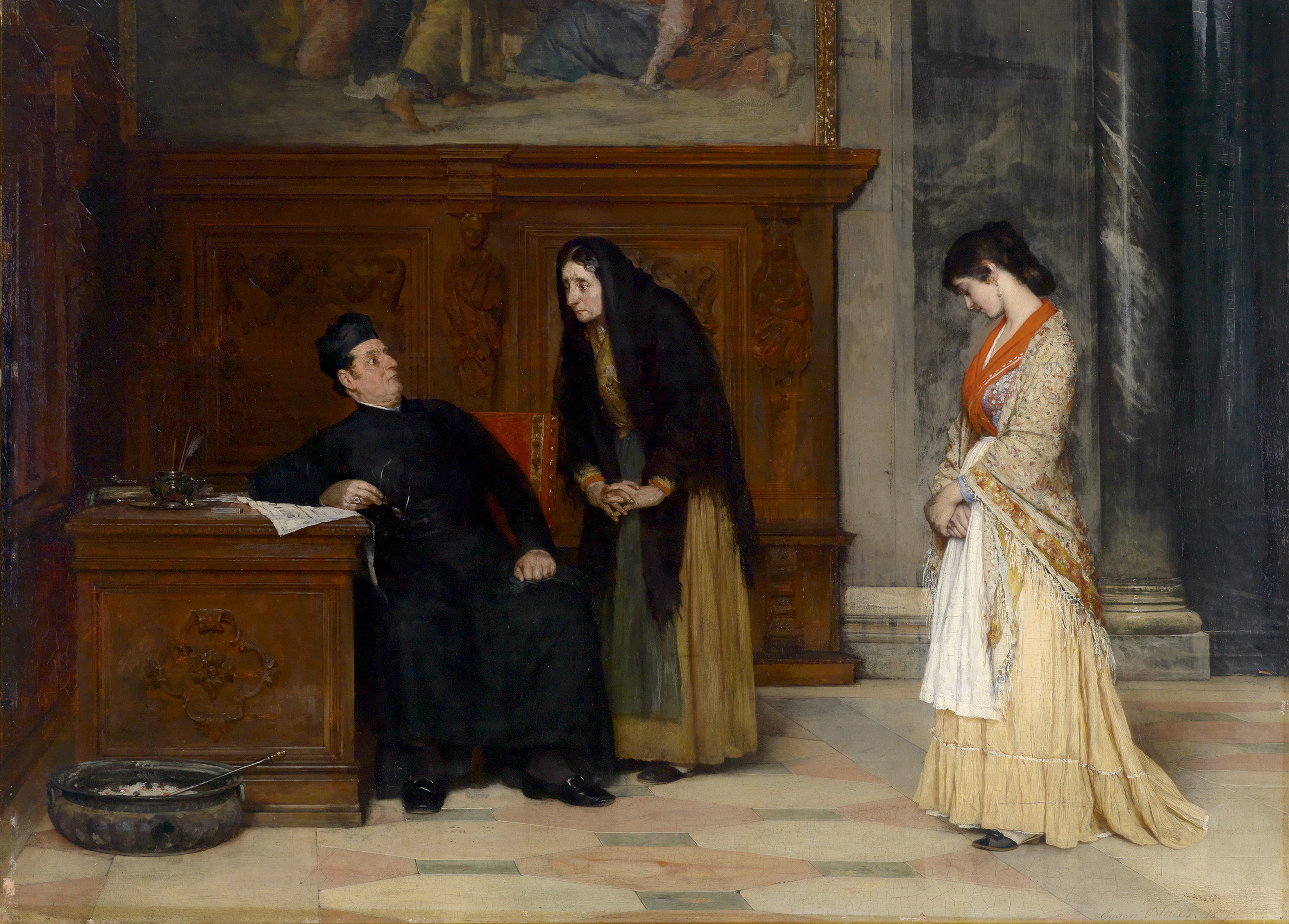
در ساکریستی، ۱۸۷۷ میلادی